# Frank Coraci
Frank Coraci (Shirley, Nueva York; 3 de febrero de 1966) es un director y guionista de cine estadounidense conocido por su trabajo con Adam Sandler.

## Biografía
Coraci nació en Shirley, Nueva York. En 1984 se graduó en la William Floyd High School, donde formó parte del equipo de lucha libre durante cuatro años. En 1988 se graduó en la Tisch School of the Arts de la Universidad de Nueva York. Ha dirigido tres exitosas cintas con Adam Sandler (The Wedding Singer, The Waterboy y Click) y varios vídeos musicales del actor. Trabajó como actor en el videoclip de Sandler "The Lonesome Kicker", interpretando al personaje que le da el nombre al video.
También dirigió la película La vuelta al mundo en 80 días, protagonizada por Jackie Chan, la cual resultó ser un fracaso en la taquilla, recaudando solo 24 millones de dólares en Estados Unidos (realizada con un presupuesto de 110 millones).
Coraci dirigió Zookeeper, una comedia romántica protagonizada por Kevin James y Rosario Dawson que fue estrenada en 2011.

## Filmografía como director
- Murdered Innocence (1995) - También fue escritor
- The Wedding Singer (1998)
- The Waterboy (1998)
- La vuelta al mundo en 80 días (2004)
- Click (2006)
- I'm in Hell (2007) - Película para televisión
- Zookeeper (2011)
- Here Comes the Boom (2012)
- Blended (2014)
- The Ridiculous 6 (2015)